# Lembos unifasciatus
Lembos unifasciatus is een vlokreeftensoort uit de familie van de Aoridae.